# モンゴメリ日記
『モンゴメリ日記』（モンゴメリにっき）は、カナダの作家L・M・モンゴメリが50余年にわたってつけ続けた個人的な日記である。この日記は、研究者らによって整理されて、モンゴメリの遺言により没後50年経ってから、原題The Selected Journals of L.M. Montgomery 1巻から5巻として公表・出版された。 『モンゴメリ日記』は邦訳のメインタイトルである。

## 概要
この日記にはモンゴメリ本人の気持ちや作品誕生の経緯がつぶさに記録されており、日記の公開でモンゴメリの生涯の詳細が明らかになった。アン・シリーズやエミリー・ブックスなどの作品に、日記にあるエピソードやモンゴメリ本人の心情が反映されているのも確認されている。
また、モンゴメリは着実な観察眼でカナダの自然、社会、文化、人間関係を日記の中に描いているため、当時のカナダ社会の実情を知る資料としても価値がある。日記によって、モンゴメリは「カナダ近代史の貴重な証言者として再評価」されるようになった。

## 出版の経緯
この日記は、息子のスチュワート・マクドナルドに託され、モンゴメリ自身の遺言により封印されていたが、1981年にオンタリオのガルフ大学に寄贈された。1985年から2004年にかけてこの日記を研究したメアリー・ルビオ、エリザベス・ウォータストン両教授により編纂されたものが5巻組としてオックスフォード大学出版局から出版された。
日本では篠崎書林が翻訳権を得たが編集部が解散し出版社が立風書房に変更されたという事情により、最初の『モンゴメリ日記1』を出し直す方が続編の『モンゴメリ日記/十九歳の決心』や3冊目の『モンゴメリ日記 (1897～1900)愛、その光と影』よりも後になっている。
邦訳は英文の原書の第1巻の途中までが3冊に分けて発行されている。出版都合にて原書の日記に収録されていた当時の写真は邦訳本では大半が割愛され代わりに巻頭にはプリンスエドワード島等の写真と訳者の解説が加えられた。

## モンゴメリ日記

### 原書
- The Selected Journals of L.M. Montgomery, Vol. I: 1889-1910, Oxford University Press, 1985
- The Selected Journals of L.M. Montgomery, Vol. II: 1910-1921, Oxford University Press, 1987
- The Selected Journals of L.M. Montgomery, Vol. III: 1921-1929, Oxford University Press, 1993
- The Selected Journals of L.M. Montgomery, Vol. IV: 1929-1935, Oxford University Press, 1998
- The Selected Journals of L.M. Montgomery, Vol. V: 1935-1942, Oxford University Press, 2004

### 日本語訳
- 『L.M.モンゴメリの日記』 桂宥子訳 篠崎書林 1989年 （絶版）
- 『モンゴメリ日記(1) (1889～1892)プリンス・エドワード島の少女』 桂宥子訳 立風書房 1997年 ISBN 9784651127071
- 『モンゴメリ日記/十九歳の決心』 桂宥子訳 立風書房 1995年 ISBN 9784651127057
- 『モンゴメリ日記 (1897～1900)愛、その光と影』 桂宥子訳 立風書房 1995年 ISBN 9784651127064

邦訳は3巻目が出版されて10年が経過したが、4巻目以降は出版されていない。
下記の「原書と邦訳の関係」の節では、便宜上「モンゴメリ日記1」「モンゴメリ日記2」「モンゴメリ日記3」としたが、番号が振られているのは実際には『モンゴメリ日記(1)(1889～1892)プリンス・エドワード島の少女』だけである。なお、数字の (1) には機種依存文字が使われている。

### 原書と邦訳の関係
| 原書出版年 | 巻数     | 扱われている年代 | 邦訳出版年               | 邦訳タイトル         | 扱われている年代 |
| ---------- | -------- | ---------------- | ------------------------ | -------------------- | ---------------- |
| 1985年     | Vol. I   | 1889-1910        | 1989年                   | L.M.モンゴメリの日記 | 1889-1892        |
| 1985年     | Vol. I   | 1889-1910        | 1997年                   | モンゴメリ日記1      | 1889-1892        |
| 1985年     | Vol. I   | 1889-1910        | 1995年                   | モンゴメリ日記2      | 1893-1896        |
| 1985年     | Vol. I   | 1889-1910        | 1995年                   | モンゴメリ日記3      | 1897-1900        |
| 1985年     | Vol. I   | 1889-1910        | 1901-1910 の部分は未翻訳 |                      |                  |
| 1987年     | Vol. II  | 1910-1921        | 未翻訳                   | 未翻訳               | 未翻訳           |
| 1993年     | Vol. III | 1921-1929        | 未翻訳                   | 未翻訳               | 未翻訳           |
| 1998年     | Vol. IV  | 1929-1935        | 未翻訳                   | 未翻訳               | 未翻訳           |
| 2004年     | Vol. V   | 1935-1942        | 未翻訳                   | 未翻訳               | 未翻訳           |